# Bruno Cherrier
Bruno Cherrier (né le 31 août 1953 à Beaugency) est un athlète français spécialiste du 200 mètres.

## Carrière
Il participe aux Jeux olympiques d'été de 1972 où il est éliminé en demi-finale du 200 m, et se classe septième du relais 4 × 100 mètres avec ses coéquipiers de l'équipe de France. Sélectionné pour les Championnats d'Europe 1974 de Rome, Bruno Cherrier se classe sixième de la finale du 200 m dans le temps de 21 s 02 avant de remporter en fin de compétition le titre continental du relais 4 × 100 mètres aux côtés de Lucien Sainte-Rose, Joseph Arame et Dominique Chauvelot. L'équipe de France établit le temps de 38 s 69 et devance finalement l'Italie et la RDA.
Licencié à l'AAJ Blois, ses records personnels sont de 10 s 3 sur 100 m (1973) et  20 s 58 sur 200 m (1974). 
Ses 20 s 62 réalisés au cours des quarts de finale à Munich constituent le record de France junior de la spécialité.
Aujourd'hui, il exerce la profession de médecin dans le Loir-et-Cher et pratique la chanson en amateur. L'une de ses filles, Marie Cherrier, fait carrière dans la musique.

## Palmarès
- 11 sélections en équipe de France A
- 5 sélections en équipe de France Jeunes

| Date | Compétition           | Lieu   | Place | Épreuve   |
| ---- | --------------------- | ------ | ----- | --------- |
| 1972 | Jeux olympiques       | Munich | 7e    | 4 × 100 m |
| 1974 | Championnats d'Europe | Rome   | 6e    | 200 m     |
| 1974 | Championnats d'Europe | Rome   | 1er   | 4 × 100 m |

## Records personnels
- 100 m : 10 s 3 (1973)
- 200 m : 20 s 58 (1974)